# Drăgușeni (Galați)
Pour les articles homonymes, voir Drăgușeni.
Drăgușeni est une commune du județ de Galați en Roumanie.